# Massala dimidiata
Massala dimidiata là một loài bướm đêm trong họ Erebidae.